# Jakob Albert Scherb
Jakob Albert Scherb (* 5. Mai 1839 in Hüttlingen TG; † 18. September 1908 in Bischofszell, heimatberechtigt in Bischofszell und Frauenfeld) war ein Schweizer Jurist, Thurgauer Stände- und Nationalrat sowie Bundesanwalt.

## Leben
Der Sohn von Friedrich Albert Scherb, Besitzer einer Mühle und eines Bauernguts in Hüttlingen, und der Anna Barbara Scherb geb. Krapf studierte 1858 bis 1861 Rechtswissenschaft in Zürich, München und Paris. 1861 absolvierte er das Staatsexamen, 1862 bis 1869 war er Anwalt in Bischofszell. 1864 bis 1869 war er auch Vizestatthalter in Bischofszell und Bezirksgerichtsschreiber von Arbon, ab 1866 auch von Bischofszell. Von 1866 bis 1869 war er Vizestaats- und von 1869 bis 1889 Staatsanwalt.
Scherb gehörte der freisinnigen Bewegung an und war von 1867 bis 1889 und von 1902 bis 1908 Thurgauer Kantonsrat. Von 1869 bis 1881 war er Nationalrat, 1881 bis 1908 Ständerat (1887–1888 dessen Präsident). 1889 wurde Scherb nach Jahren der Vakanz dieses Amtes ohne eine Verfassungsgrundlage permanenter Bundesanwalt («eidgenössischer Generalanwalt») und blieb dies bis 1899. Die Berufung erfolgte unter Druck des Auslands nach der Affäre Wohlgemuth. Als Bundesanwalt und somit auch Chef der 1889 geschaffenen politischen Polizei war Scherb umstritten, weil diese Stelle von vielen mit dem Ständeratsmandat Scherbs als unvereinbar betrachtet wurde. Nachfolger Scherbs als Bundesanwalt wurde 1899 Otto Kronauer.
Als Jurist war Scherb auch Mitglied der Expertenkommissionen für das schweizerische Strafrecht sowie das Schweizerische Zivilgesetzbuch. 1882 bis 1889 war er Verwaltungsrat der Thurgauischen Hypothekenbank, 1899 bis 1908 der Thurgauer Kantonalbank (ab 1900 deren Präsident). Zuletzt war er von 1906 bis 1908 Bankrat der Schweizerischen Nationalbank.
Scherb heiratete 1868 Sylvia Karolina Pol, Tochter des Landwirts Lorenz Pol und Schwägerin des Thurgauer Politikers Paul Nagel.